# Simon Baker (Squashspieler)
Simon Baker (* 13. Februar 1973 in Geelong, Australien) ist ein ehemaliger australisch-deutscher Squashspieler.

## Karriere
Simon Baker spielte ab Anfang der 1990er-Jahre auf der PSA World Tour und gewann auf dieser zwei Titel. 1991 stand er das einzige Mal im Hauptfeld bei der Weltmeisterschaft, er schied gegen Brett Martin in der ersten Runde aus.
Im Mai 2005 erhielt er die deutsche Staatsangehörigkeit. Sieben Monate später nahm er mit der deutschen Nationalmannschaft an der Weltmeisterschaft teil. Im Jahr darauf gewann er nach einem Finalsieg gegen Jens Schoor die deutsche Meisterschaft und gehörte darüber hinaus zum Kader bei der Europameisterschaft. Mit der Sport-Insel Stuttgart wurde er Deutscher Meister in der 1. Bundesliga und gewann mit dem Verein anschließend auch den Europapokal. 

## Erfolge
- Gewonnene PSA-Titel: 2
- Deutscher Einzelmeister: 2006